# USS LST-541
O USS LST-541 foi um navio de guerra norte-americano da classe LST que operou durante a Segunda Guerra Mundial.